# Bruce Penhall
Bruce Penhall, född 10 maj 1957 i Balboa, Kalifornien, är en amerikansk speedwayförare och Hollywoodskådespelare.
Han är troligen den mest populära och mytomspunne av alla förare då han utvecklade sporten till en ny nivå åkmässigt - inte materialmässigt. Att inte vinna VM var för honom ett misslyckande och han var djupt religiös sedan hans föräldrar omkommit i en flygolycka. Efter två raka VM-titlar drog han sig tillbaka till Hollywood.